# Global Crop Diversity Trust
Le Global Crop Diversity Trust (GCDT) a été fondé par l'Organisation des Nations unies pour l'alimentation et l'agriculture (FAO) et par Bioversity International (anciennement International Plant Genetic Research Institute), une émanation du Groupe consultatif pour la recherche agricole internationale (CGIAR) en 2006.
Cet organisme est chargé de gérer le Svalbard Global Seed Vault.